# Maria de Naglowska
Maria de Naglowska (San Petersburgo, 15 de agosto de 1883 - Zúrich, 17 de abril de 1936) fue una ocultista, mística, autora, periodista y poeta rusa que escribió y formó sobre prácticas rituales mágico-sexuales, al tiempo que estuvo vinculada al surrealismo parisino. Fundó y dirigió una sociedad oculta conocida como la Confrerie de la Flèche d'Or (Hermandad de la Flecha Dorada) en París de 1932 a 1935. Las enseñanzas ocultistas de Naglowska se centraron en lo que ella llamó el Tercer Término de la Trinidad, en el que el Espíritu Santo de la trinidad cristiana clásica es reconocido como la divinidad femenina. Sus prácticas pretendían reconciliar las fuerzas luminosas y oscuras de la naturaleza mediante la unión de lo masculino y lo femenino, revelando el poder transformador espiritual del sexo.

## Biografía
Naglowska nació en San Petersburgo, hija de un gobernador provincial de Kazán. Quedó huérfana a los 12 años y se educó en el exclusivo instituto privado y aristocrático Smolna. Después de una ruptura con su familia aristocrática causada por su amor por un plebeyo judío, Moise Hopenko, se trasladó con él primero a Berlín y luego a Ginebra, donde se casaron y posteriormente tuvieron tres hijos. Hacia 1910, Hopenko la abandonó para trasladarse a Palestina. Naglowska se dedicó a la enseñanza. También trabajó como periodista, pero sus escritos radicales la llevaron a la cárcel y finalmente fue expulsada de Suiza, tras lo cual se estableció en Roma hacia 1920.Durante su estancia en Roma volvió a ejercer de periodista y se relacionó con Julius Evola.
En 1929 se trasladó a París. Para mantenerse, organizó seminarios de ocultismo a los que asistieron más de 40 personas para escuchar sus ideas sobre magia sexual. Entre los asistentes a estas sesiones se encontraban notables escritores y artistas de vanguardia como Evola, William Seabrook, Man Ray y André Breton. Estas reuniones desembocaron en la creación de la Hermandad de la Flecha de Oro en 1932. Al parecer, sus actos fueron bastante polémicos. En 1935, Naglowska pronunció un discurso en el Club de Faubourg en el que se presentaba como la «Gran Sacerdotisa del Amor del Templo de la Tercera Era» y hablaba sobre el tema «Magia y sexualidad: ¿Qué es el coito mágico? ¿Qué es la Serpiente Simbólica?». El club fue juzgado y condenado por «ultraje a la decencia pública», pero más tarde recurrió con éxito la condena. Durante su estancia en París, Naglowska publicó La Flèche (La Flecha), un periódico que se mantuvo durante veinte números, con artículos de numerosos ocultistas.
En 1931, reunió, tradujo al francés y publicó los escritos del ocultista estadounidense Paschal Beverly Randolph sobre el concepto de magia sexual y espejos mágicos. Su traducción y publicación rescataron del olvido la obra de Randolph e influyeron en la magia europea con sus ideas y enseñanzas. Naglowska complementó el texto con lo que, según ella, eran enseñanzas orales de Randolph. Publicó la novela semiautobiográfica Le Rite Sacré de l'amour magique (El ritual sagrado del amor mágico) en 1932. Más tarde, ese mismo año, también publicó La Lumière du sexe (La luz del sexo), un tratado místico y una guía de rituales sexuales de lectura obligatoria para los que querían iniciarse en la Hermandad de la Flecha de Oro. Su libro, publicado posteriormente, sobre prácticas avanzadas de magia sexual, Le mystère de la pendaison (El misterio del ahorcamiento), detalla sus conocimientos sobre el Tercer Término de la Trinidad y el poder de transformación espiritual del sexo, así como la práctica del ahorcamiento ritual erótico y otras técnicas de privación sensorial.
Más allá de los temas ocultistas, Naglowska también incidió en el movimiento artístico surrealista. La Lexique succinct de l'érotisme del catálogo de la Exposición Internacional Surrealista de París de 1959 señalaba su importante influencia. La surrealista Sarane Alexandrian escribió un relato detallado de su vida.
Naglowska tuvo un sueño en 1935 que presagiaba su muerte, poco después se fue a vivir con su hija a Zúrich. Murió allí, a los cincuenta y dos años, el 17 de abril de 1936.

## Simbolismo satánico
En su libro Eros y los misterios del amor: la metafísica del sexo, Julius Evola afirmó que Naglowska a menudo escribía para causar impacto, destacando su intención deliberada de escandalizar al lector al insistir innecesariamente en el satanismo.
Se definía a sí misma como "una mujer satánica" y estaba rodeada de retórica e imágenes satánicas, con un efecto provocativo. Animó de forma explícita a sus discípulos a imaginar a Satanás como una fuerza dentro de la humanidad y no como un espíritu maligno y destructor externo real. Proclamó: «La razón está al servicio de Satán». Utiliza a Satanás como símbolo del deseo del ser humano por la alegría y la libertad cuando escribe: «Mis Hermanos, los Venerables Guerreros de la Flecha de Oro, dirán: El Hombre Libre en ti era Satanás, y quería la alegría eterna, pero tú, Hermano Libre, decidiste lo contrario, porque no sólo eras Satanás, sino también Aquel que vive, siendo Vida.».

## Práctica ritual
Un ritual del que existe un relato de primera mano recuerda que la ceremonia incluía a Naglowska desnuda tendida en posición supina sobre el altar mientras un iniciado masculino colocaba un cáliz sobre sus genitales y proclamaba: "Me esforzaré por todos los medios para iluminarme, con la ayuda de una mujer que sepa amarme con amor virginal... Investigaré con compañeros el acto erótico iniciático, que, al transformar el calor en luz, despierta a Lucifer de las sombras satánicas de la masculinidad".